# Польское общество нейрохирургов
Польское общество нейрохирургов (пол. Polskie Towarzystwo Neurochirurgów) — польское научное общество, основанное в 1963 году.
Согласно Уставу, целью Общества является расширение знаний в области наук, связанных с нервной системой, в частности, в области нейрохирургии; поддержка научно-исследовательских работ в этой области; повышение квалификации членов Общества; сотрудничество с Польской академией наук, Польским неврологическим обществом и другими отечественными и зарубежными научными обществами; представление польской нейрохирургии в Польше и за рубежом; распространение принципов медицинской деонтологии.
В состав Общества входят 12 территориальных филиалов и 8 научных секций.
Обществом утверждены и регулярно присуждаются премии за лучшую докторскую диссертацию и лучшее научное исследование по нейрохирургии.
Общество активно сотрудничает с профильными международными медицинскими организациями, является членом Всемирной федерации нейрохирургических обществ (англ. World Federation of Neurosurgical Societies).
Председателем Общества является доктор медицинских наук, профессор Marcin Roszkowski.
Актуальная информация о деятельности Общества публикуется на сайте www.ptnch.pl.